# بيو ريوس
بيو ريوس (بالهولندية: Beau Reus)‏ هو لاعب كرة قدم هولندي، ولد في 31 أكتوبر 2001 في Oudorp ‏ في هولندا.

## وصلات خارجية
- بيو ريوس على موقع قاعدة بيانات كرة القدم.إي يو (الإنجليزية)
- بيو ريوس على موقع Soccerway.com (الإنجليزية)